# Нгуен Ба Кан
Нгуен Ба Кан (вьет. Nguyễn Bá Cẩn; 9 сентября 1930, Кантхо, Французский Индокитай — 20 мая 2009, Сан-Хосе, США) — южновьетнамский политик, премьер-министр Южного Вьетнама (1975).

## Деятельность
Известен как борец против территориальных притязаний Китая. Автор «досье Кана», подготовленного с помощью экспертов-международников и переданных в ООН, чтобы установить суверенитет Вьетнама над островами Спратли и Парсельскими островами.
Досье Кана также ставил своей целью установить законность Республики Южного Вьетнама, поскольку победа Северного Вьетнама юридически не аннулировала три международных соглашения: Женевские соглашения (1954), Парижские Соглашения (1973), а также Заключительный акт от 2 марта 1973 года.